# Chiesa di San Giovanni in Monterrone
La chiesa di San Giovanni in Monterrone, fondata tra il IX ed il X secolo, costituisce parte integrante del
complesso della Chiesa di Santa Maria di Idris presso il Sasso Caveoso.